# Prenanthes
Prenanthes là một chi thực vật có hoa trong họ Cúc (Asteraceae).
Phân tích phân tử năm 2009 cho thấy chi này theo truyền thống được hình dung là đa ngành, nghĩa là nó là một tập hợp các loài không có quan hệ họ hàng gần với nhau. Chi này trước đây bao gồm các loài hiện được xếp vào Aetheorhiza, Askellia, Brickellia, Chondrilla, Crepidiastrum, Crepis, Emilia, Erythroseris, Faberia, Hololeion, Hypochaeris, Ixeris, Lactuca, Lapsanastrum, Launaea, Lygodesmia, Nabalus, Notoseris, Paraprenanthes, Parasenecio, Picrosia, Sonchella, Sonchus, Soroseris, Stephanomeria, Trixis, và Youngia.

## Loài
Chi Prenanthes gồm các loài:
- Prenanthes hookeri C.B.Clarke ex Hook.f.
- Prenanthes mira (Pavlov) Kamelin
- Prenanthes nothae Kurz
- Prenanthes petiolata (K.Koch) Sennikov
- Prenanthes purpurea L.
- Prenanthes steenisii Tjitr.
- Prenanthes stenolimba Steenis
- Prenanthes subpeltata Stebbins
- Prenanthes sumatrana Tjitr.